# Exoristoides mixta
Exoristoides mixta là một loài ruồi trong họ Tachinidae.